# Krkovič
Krkovič je priimek več znanih Slovencev:
- Anton Krkovič (*1956), častnik in veteran vojne za Slovenijo